# Penryn (computer)
Penryn è l'evoluzione del core Merom per i processori Intel Core 2 Duo destinati all'ambito mobile arrivato il 6 gennaio 2008, e costituisce un anello di congiunzione tra l'architettura Core dei Core 2 Duo Merom e i Nehalem, vera rivoluzione rispetto all'architettura standard dei processori contemporanei. Penryn non è quindi da considerarsi completamente un nuovo processore perché segue concettualmente la stessa architettura di Merom. Ai processori Penryn sono succeduti i Nehalem.
Penryn è talvolta usato, in senso estensivo, per indicare l'intera famiglia di processori che condividono l'architettura Enhanced Core, includendo anche i processori per il mercato desktop e server.

## Penryn dopo Merom: dov'è finito Gilo?
Inizialmente era previsto che il successore di Merom fosse Gilo ma poi, per diverso tempo non si è più sentito parlare di questo progetto da parte di Intel, e non è quindi dato sapere se il suo sviluppo continui da parte dell'azienda oppure sia stato interrotto; alcune fonti di ottobre 2006 lo identificavano come un processore in arrivo dopo il 2008, quindi è molto probabile che il nome del progetto originario, probabilmente interrotto, sia stato riutilizzato da Intel per identificarne uno nuovo.
Difatti, la famiglia Penryn rappresenta il nome della versione mobile dei chip a 45 nm.

## Caratteristiche tecniche

### Processo produttivo
Penryn appartiene alla seconda generazione di processori basati sull'architettura "Core" ed è realizzato utilizzando processo produttivo a 45 nm, ma rimanendo ancora una CPU dual core. Grazie anche al nuovo processo produttivo, che consente anche di ridurre la tensione di alimentazione, Penryn abbassa considerevolmente il consumo massimo di corrente e di conseguenza la potenza dissipata in calore.
La cache L2 è di tipo associativo a 24 vie e di dimensioni maggiori rispetto a Merom, raggiungendo i 6 MB. Il bus, inizialmente rimane quello a 800 MHz introdotto con le ultime evoluzioni di Merom, ma arriva fino a 1066 MHz, anche se rimane invariato il socket nel quale viene alloggiato, vale a dire il Socket P introdotto con le ultime evoluzioni del predecessore di Penryn. Il modello di punta arriva a 3,06 GHz, come nel Processore Intel Mobile P8400, e diventa il primo processore specificamente sviluppato per sistemi notebook a superare la barriera dei 3 GHz.
Il nuovo quantitativo di cache L2 e le altre migliorie introdotte nell'architettura Core grazie a tutta la nuova famiglia di CPU a 45 nm, hanno fatto aumentare di circa il 33% il numero di transistor di Penryn rispetto a Merom, portandolo da 291 milioni a ben 410 milioni, ma grazie al nuovo processo produttivo, la superficie totale è diminuita del 25% passando da 143 mm² a soli 107 mm², consentendo quindi di migliorare ulteriormente la resa produttiva.

#### Penryn anche a 4 core
Già nei primi mesi del 2008 Intel aveva annunciato l'intenzione di presentare anche versioni di Penryn prodotte a 4 core, secondo l'approccio a Die Doppio già utilizzato da Intel per gli altri prodotti a 4 core, commercializzati però finora solo in altri settori del mercato. Tali versioni, indicate anche con il nome "Penryn QC" (dove QC starebbe per "quad core"), fanno parte delle famiglie Core 2 Extreme e Core 2 Quad destinati alle fasce più alte del mercato, ma si tratta comunque di un traguardo storico, in quanto saranno le prime CPU a 4 core impiegabili in ambito mobile, grazie anche al consumo massimo che non supera i 45 W. Viene proposto in due taglie, con cache L2 da 6 MiB e 3 MiB ed un Bus da 1066 MT/s.

#### Nuove tecniche per produrre CPU a 45 nm
L'approccio produttivo per produrre le CPU Penryn è ovviamente quello a Die Monolitico, utilizzato anche nel predecessore Merom, ma viene impiegata una nuova tecnica di produzione che prevede l'adozione di "high-k dielectrics" (strati dielettrici, quindi isolanti, ad alta costante k, ovvero "maggiormente isolanti") e "metal gate transistors" (transistor con terminale di "gate" metallizzato) a base di afnio. Stando a quanto dichiarato da Intel, questo permette di ridurre di circa il 30% la potenza richiesta per la commutazione on/off dei transistor, aumentando l'efficienza con un incremento del 20% della corrente, che si rispecchia direttamente in un aumento del 20% delle prestazioni.

#### Sfruttamento della cache L2
Nei processori dual core e multi core si pone il problema di come sfruttare la grande dotazione di cache L2 e come gestirne l'accesso da parte dei vari core. I diversi approcci di costruzione cui si è accennato poco sopra, comportano pro e contro relativamente ai metodi di fruizione di questa preziosa memoria aggiuntiva.

### Tecnologie implementate
Come ormai abitudine per i chip Intel, anche Penryn eredita dal proprio predecessore tutte le tecnologie sviluppate nel corso degli anni. Quindi vi si trova il completo supporto a MMX, SSE, SSE2, SSE3, EM64T, XD-bit, SpeedStep e Vanderpool. Per la prima volta vengono implementate anche le nuove istruzioni SSE4 che dovrebbero migliorare le prestazioni velocistiche con varie applicazioni multimediali e di grafica 3D. Esse erano previste già con la prima generazione Merom, ma furono poi rimandate ai progetti a 45 nm in favore di una più semplice ottimizzazione delle SSE3 già incluse. Più precisamente, nei processori appartenenti a questa seconda generazione dell'architettura "Core", sono state implementate solo 47 delle 54 istruzioni previste dal set SSE4 vero e proprio e per questo motivo Intel indica le nuove istruzioni inserite nelle evoluzioni a 45 nm dell'architettura Core, come SSE4.1 (dove.1 indica la prima versione); l'intero set delle istruzioni, indicato come SSE4.2 viene incorporato solo nella successiva architettura Nehalem, successiva alla Core.
Al pari di quanto fatto nelle versioni di Merom introdotte con le piattaforme Centrino Pro e Centrino Duo Santa Rosa, è stata implementata anche la tecnologia Intel Dynamic Acceleration, che permette di portare un core a operare a frequenza superiore a quella di default quando vengono utilizzate applicazioni che non beneficiano dell'elevato parallelismo che un processore multi core può fornire. In questo modo, se un'applicazione tende ad utilizzare un solo core lasciando gli altri inattivi, si ha un aumento dinamico della frequenza del core impegnato in modo da poter garantire il massimo di prestazioni anche con questo tipo di applicazioni; l'inattività degli altri core consente quindi di compensare i maggiori consumi che derivano dall'aumento della frequenza, mantenendo i parametri di dissipazione termica dentro i limiti prestabiliti.

## Primi test
A novembre 2006 Intel aveva dichiarato che il tape-out (ovvero la produzione del primo esemplare "fisico" funzionante di una CPU) di Penryn era già stato completato, mentre a gennaio 2007, il processore è stato poi testato preliminarmente, completando senza problemi il boot di 4 differenti sistemi operativi: Windows Vista, Windows XP, Linux e macOS.
Ad aprile 2007 Intel ha messo a confronto un processore quad core Core 2 Extreme QX6800 (basato su core Kentsfield e funzionante a 2,93 GHz, con BUS a 1066 MHz e 8 MB di cache L2) con 2 versioni di processore Penryn a 3,33 GHz e BUS a 1333 MHz. Le differenze tra le 2 versioni consistevano nel fatto che una era una CPU dual core con 6 MB di cache L2, mentre l'altra era una versione quad core con 12 MB di cache L2: la versione top di gamma di Penryn è risultata più veloce del 15% nell'elaborazione delle immagini, il 25% più veloce nelle applicazioni di rendering 3D, più del 40% nell'esecuzione di videogiochi e oltre il 40% nella codifica video ottimizzata con il nuovo insieme di istruzioni SSE4.

### Test di overclock
Già dai primi test il core Penryn ha manifestato capacità da record nell'ambito dell'overclock.
Il modello utilizzato era caratterizzato da un moltiplicatore sbloccato, apparteneva quindi alla famiglia dei Core 2 Extreme, ed era quindi possibile aumentare la velocità di clock senza interagire sul BUS.
- Il primo test è stato quello di portare il moltiplicatore da 9x a 10x. In questo modo la velocità di clock era aumentata da 3 GHz di base a 3,335 GHz senza aumentare la tensione del core.
- Per il secondo test è stato necessario un minimo incremento della tensione del core portandola da 1,25 a 1,29375 V. Questo test ha permesso di portare la frequenza fino a 3,66 GHz con un minimo innalzamento di tensione.
- Il terzo test ha permesso di raggiungere la frequenza di clock fino a 3,88 GHz. Tuttavia è stato necessario intervenire sul BUS. Inoltre è stato dovuto incrementare ulteriormente la tensione del core, stavolta di 0,0975 V, arrivando quindi a 1,3375 V.
- Per raggiungere la frequenza di 4 GHz si è reso necessario un ulteriore aumento della tensione del core facendolo arrivare a 1,4375 V. A questa tensione però le CPU a 45 nm, come questa, si possono danneggiare irrimediabilmente se si decide di mantenere a lungo termine frequenza così alte soprattutto a causa del fenomeno dell'elettromigrazione.
- Tutti questi test erano eseguiti con un sistema di dissipazione ad aria. È stato provato anche il più efficiente sistema ad azoto liquido raggiungendo così la frequenza di 5,6 GHz; per questo test è stato necessario aumentare la frequenza del BUS. Sempre con l'azoto liquido è stata raggiunta la frequenza di 6,2 GHz, battendo ogni record di overclock tra le CPU del settore dei Personal Computer.

## Evoluzione della piattaforma Centrino: nasce Centrino 2
Il predecessore di Penryn, Merom, era alla base della quarta generazione della piattaforma Centrino, e in particolare delle sue varianti Centrino Pro e Centrino Duo, conosciute con il nome in codice di Santa Rosa. Con Penryn, Intel ha deciso di rivoluzionare lo storico marchio, creando il nuovo Centrino 2, nell'intento di evidenziare maggiormente il rinnovo generazionale della piattaforma e le novità introdotte. La quinta generazione della piattaforma Centrino, quindi la prima della nuova Centrino 2, è identificata con il nome in codice di Montevina ed è arrivata sul mercato il 14 luglio 2008 (con un ritardo di poco più di un mese rispetto alla data originariamente prevista, a causa di alcuni problemi tecnici relativi al chipset). Alla base di Montevina si trovano il processore Penryn, il chipset Cantiga, e la scheda wi-fi Shiloh (disponibile in 2 versioni, chiamate Echo Peak e Shirley Peak). La piattaforma Santa Rosa è stata presentata da Intel agli inizi del 2007, ma già a metà 2006 era stato presentato il suo processore Merom, come CPU di transizione sui portatili basati sulla piattaforma precedente, Napa. Penryn svolge un'azione analoga, fungendo prima da transizione sulle piattaforme Santa Rosa, per poi trovare la propria collocazione definitiva, con la piattaforma Montevina.

## Progetti derivati inizialmente previsti
Oltre a Penryn, per un certo tempo si è parlato anche di un suo contemporaneo, Perryville, identificato come una sorta di "fratello minore" in quanto dovrebbe essere una versione single core di Penryn, in maniera analoga a quanto fatto da Intel nel corso del 2006 con i processori Core Duo e Core Solo Yonah. Successivamente però, non si è più saputo nulla su Perryville e non è quindi chiaro se il progetto continui o sia stato nel frattempo abbandonato.

## Prezzi dei primi modelli al lancio
I primi modelli arrivati sul mercato come aggiornamento delle piattaforme Centrino Pro e Centrino Duo Santa Rosa al momento del lancio avevano i seguenti prezzi:
- Core 2 Extreme X9000 - 851 $
- Core 2 Duo T9500 - 530 $
- Core 2 Duo T9300 - 316 $
- Core 2 Duo T8300 - 241 $
- Core 2 Duo T8100 - 209 $

Il clock e il BUS della versione "Extreme" sono gli stessi del modello Core 2 Extreme X7900 (basato però su core Merom a 65 nm).

## Nuove serie di processori mobile con Montevina
Il 14 luglio 2008 Intel ha presentato soluzioni con frequenze e BUS ancora più elevati, accoppiandole alla nuova piattaforma Centrino 2 Montevina, ma il produttore nel corso dei primi mesi del 2008 ha dichiarato l'intenzione di voler introdurre anche processori appartenenti a due serie inedite oltre a quelle ormai storiche; di conseguenza i modelli sono stati suddivisi non più in 3 fasce, ma in 5 fasce.
Le nuove serie sono indicate come Pxxxx e Sxxxx: la serie Pxxxx è semplicemente caratterizzata da un diverso livello di consumo massimo, ed è quindi collocata tra le attuali serie T ed L (in sostanza la precedente serie T è stata frazionata in 2 serie, una chiamata ancora T e l'altra P). La seconda serie invece, la Sxxxx, è specificatamente dedicata all'integrazione in notebook di piccole dimensioni e negli "small form factor PC" e comprende a sua volta 3 sottovarianti (SP, SL e SU) analoghe nei consumi rispettivamente alle serie P, L e U, già note per sistemi mobile tradizionali.
Di seguito le varie serie previste e la loro correlazione con il consumo massimo delle CPU:
- Serie QX - Segmento Extreme Mobile o desktop quad core - consumo sopra i 40 W
- Serie X - Segmento Extreme Mobile o desktop dual core - consumo sopra i 40 W
- Serie T - Segmento Mobile high-performance - consumo compreso tra 30 W e 39 W
- Serie P - Segmento Mobile power-optimized energy-efficient high-performance - consumo compreso tra 20 W e 29 W
- Serie L - Segmento Mobile high energy efficient - consumo compreso tra 12 W e 19 W
- Serie U - Segmento Mobile ultra-high energy efficient - consumo inferiore o uguale a 11,9 W
- Serie S (Caratterizzata da dimensioni ridotte a 22x22 mm)
  - Serie SP - Segmento Mobile power-optimized energy-efficient high-performance - consumo compreso tra 20 W e 29 W
  - Serie SL - Segmento Mobile high energy efficient - consumo compreso tra 12 W e 19 W
  - Serie SU - Segmento Mobile ultra-high energy efficient - consumo inferiore o uguale a 11,9 W

### Processori a "dimensione ridotta": nati inizialmente per Apple
A gennaio 2008, durante l'annuale evento MacWorld in cui Apple presenta i nuovi prodotti della casa, è stato presentato un nuovo modello di MacBook denominato Air, la sua particolarità risiede nelle dimensioni estremamente compatte. Una dichiarazione di Steve Jobs in merito alle particolari versioni di Core 2 Duo integrate in tale prodotto, lasciò ipotizzare che la serie S potrebbe essere stata pensata proprio in seguito allo sviluppo della versione ridotta del predecessore Merom per la prima generazione di MacBook Air.
(Dichiarazione di Steve Jobs al MacWorld 2008, in occasione dell'annuncio del nuovo MacBook Air)
Pochi giorni dopo la presentazione di queste nuove versioni di processore, altri produttori hanno espresso l'intenzione di poterle implementare nei propri prodotti; tra queste si possono citare Lenovo e Fujitsu, che quindi quasi certamente saranno tra gli acquirenti della nuova serie S in tutte le sue varianti. Ma il chip del MacBook Air di prima generazione è invece una versione ridotta nel packaging del Core 2 Duo Merom con architettura a 65 nm.
Le versioni ridotte sono caratterizzate da dimensioni di 22x22 mm contro i 35x35 mm delle varianti tradizionali.

### Prezzi dei vari modelli per piattaforma Montevina
Il 14 luglio 2008 sono stati presentati anche i nuovi modelli specificatamente pensati per la piattaforma Centrino 2 Montevina. Di seguito i prezzi di tali modelli al momento del lancio:
- Core 2 Extreme X9100 - 851 $
- Core 2 Duo T9600 - 530 $
- Core 2 Duo T9400 - 316 $
- Core 2 Duo P9500 - 248 $
- Core 2 Duo P8600 - 241 $
- Core 2 Duo P8400 - 209 $

Il clock e il BUS della versione "Extreme" sono gli stessi del modello Core 2 Extreme X7900 (basato però su core Merom a 65 nm).
Ad agosto 2008 sono arrivati anche alcuni particolari modelli espressamente sviluppati per l'integrazione in sistemi di ridotte dimensioni, grazie al fatto che le CPU (non il solo core, ma l'intero package) hanno area pari a 22 mm², contro quella di 35 mm² delle soluzioni tradizionali:
- Core 2 Duo SP9400 - 316 $
- Core 2 Duo SP9300 - 284 $
- Core 2 Duo LV SL9400 - 316 $
- Core 2 Duo LV SL9300 - 284 $
- Core 2 Duo ULV SU9400 - 289 $
- Core 2 Duo ULV SU9300 - 262 $

Inoltre nello stesso mese sono arrivate anche le prime CPU a 4 core espressamente pensate per l'utilizzo in ambito mobile:
- Core 2 Extreme QX9300 - 1038 $
- Core 2 Quad Q9100 - 851 $

Il 30 marzo 2009 sono arrivati i seguenti modelli, leggermente più potenti dei precedenti:
- Core 2 Duo SP9600 - 316 $
- Core 2 Duo LV SL9600 - 316 $
- Core 2 Duo ULV SU9600 - 289 $
- Core 2 Solo ULV SU3500 - 262 $

### Modelli ancora attesi sul mercato
È attesa una versione a basso consumo con package tradizionale:
- Core 2 Solo U3300 - single core, clock di 1,2 GHz, BUS a 800 MHz, 3 MB di cache L2, 5,5 W - 262 $

A fine dicembre 2008 sono attesi anche i seguenti modelli:
- Core 2 Quad Q9000 - clock di 2 GHz, BUS a 1066 MHz, 6 MB di cache L2, 45 W - 348 $
- Core 2 Duo T9800 - clock di 2,93 GHz, BUS a 1066 MHz, 6 MB di cache L2, 35 W - 530 $
- Core 2 Duo T9550 - clock di 2,66 GHz, BUS a 1066 MHz, 6 MB di cache L2, 35 W - 316 $
- Core 2 Duo P9600 - clock di 2,66 GHz, BUS a 1066 MHz, 6 MB di cache L2, 25 W - 348 $
- Core 2 Duo P8700 - clock di 2,53 GHz, BUS a 1066 MHz, 3 MB di cache L2, 25 W - 241 $

Nel corso del secondo trimestre 2009 arriveranno anche 2 nuovi modelli che andranno a costituire un aggiornamento della piattaforma Montevina, chiamato Montevina Refresh:
- Core 2 Duo T9900 - clock di 3,06 GHz, BUS a 1066 MHz, 6 MB di cache L2, 35 W
- Core 2 Duo P8800 - clock di 2,66 GHz, BUS a 1066 MHz, 3 MB di cache L2, 25 W

Nel terzo trimestre 2008:
- Celeron 585 - clock di 2,16 GHz, BUS a 667 MHz, 1 MB di cache L2, 25 W - 107 $
- Celeron 575 - clock di 2 GHz, BUS a 667 MHz, 1 MB di cache L2, 25 W - 86 $
- Celeron ULV 723 - clock di 1,2 GHz, BUS a 800 MHz, 1 MB di cache L2, 10 W - 161 $

Nel settembre 2009, Intel ha introdotto i nuovi processori "CULV" (acronimo di "Consumer Ultra Low Voltage), basati su Penryn-3M (serie Celeron SU2xxx, Pentium SU4xxx e Core 2 Duo SU7xxx) con 1, 2 e 3 MB di cache L2 ed hanno una TDP di soli 10 W. Queste serie sono indirizzate ai sistemi a metà strada tra i NetBook (basati sul processore Intel Atom) e sistemi ultra compatti attualmente basati sulle versioni di Penryn con package ridotto e indicate dal processor number della serie Sxxxxx.

## Modelli
La tabella seguente mostra i modelli di Core 2 Duo, Core 2 Quad e Core 2 Extreme, basati su core Penryn, arrivati sul mercato. Molti di questi condividono caratteristiche comuni pur essendo basati su diversi core. Di seguito anche una legenda dei termini (alcuni abbreviati) usati per l'intestazione delle colonne:
- Nome Commerciale: si intende il nome con cui è stato immesso in commercio quel particolare esemplare.
- Data: si intende la data di immissione sul mercato di quel particolare esemplare.
- Socket: lo zoccolo della scheda madre in cui viene inserito il processore. In questo caso il numero rappresenta oltre al nome anche il numero dei pin di contatto.
- N°Core: si intende il numero di core montati sul package: 1 se "single core" o 2 se "dual core".
- Clock: la frequenza di funzionamento del processore.
- Molt.: sta per "Moltiplicatore" ovvero il fattore di moltiplicazione per il quale bisogna moltiplicare la frequenza di bus per ottenere la frequenza del processore.
- Pr.Prod.: sta per "Processo produttivo" e indica tipicamente la dimensione dei gate dei transistors (180 nm, 130 nm, 90 nm) e il numero di transistor integrati nel processore espresso in milioni.
- Voltage.: indica la tensione di alimentazione del processore.
- Watt: si intende il consumo massimo di quel particolare esemplare.
- Bus: frequenza del bus di sistema.
- Cache: dimensione delle cache di 1º e 2º livello.
- XD: sta per "XD-bit" e indica l'implementazione della tecnologia di sicurezza che evita l'esecuzione di codice malevolo sul computer.
- 64: sta per "EM64T" e indica l'implementazione della tecnologia a 64 bit di Intel.
- HT: sta per "Hyper-Threading" e indica l'implementazione della esclusiva tecnologia Intel che consente al sistema operativo di vedere 2 core logici.
- ST: sta per "SpeedStep Technology" ovvero la tecnologia di risparmio energetico sviluppata da Intel e inserita negli ultimi Pentium 4 Prescott serie 6xx per contenere il consumo massimo.
- VT: sta per "Vanderpool Technology", la tecnologia di virtualizzazione che rende possibile l'esecuzione simultanea di più sistemi operativi differenti contemporaneamente.

| Nome Commerciale       | Data        | Socket | N°Core | Clock    | Molt. | Pr.Prod.       | Voltage | Watt  | Bus      | Cache              | XD | 64 | HT | ST | VT |
| ---------------------- | ----------- | ------ | ------ | -------- | ----- | -------------- | ------- | ----- | -------- | ------------------ | -- | -- | -- | -- | -- |
| Core 2 Duo T8100       | 6/gen/2008  | P      | 2      | 2,1 GHz  | 10,5x | 45 nm          | N.A.    | 35 W  | 800 MHz  | L1=2x64KB L2=3MB   | Sì | Sì | No | Sì | Sì |
| Core 2 Duo T8300       | 6/gen/2008  | P      | 2      | 2,4 GHz  | 12x   | 45 nm          | N.A.    | 35 W  | 800 MHz  | L1=2x64KB L2=3MB   | Sì | Sì | No | Sì | Sì |
| Core 2 Duo T9300       | 6/gen/2008  | P      | 2      | 2,5 GHz  | 12,5x | 45 nm 410 mil. | N.A.    | 35 W  | 800 MHz  | L1=2x64KB L2=6MB   | Sì | Sì | No | Sì | Sì |
| Core 2 Duo T9500       | 6/gen/2008  | P      | 2      | 2,6 GHz  | 13x   | 45 nm 410 mil. | N.A.    | 35 W  | 800 MHz  | L1=2x64KB L2=6MB   | Sì | Sì | No | Sì | Sì |
| Core 2 Extreme X9000   | 6/gen/2008  | P      | 2      | 2,8 GHz  | 14x   | 45 nm 410 mil. | N.A.    | 44 W  | 800 MHz  | L1=2x64KB L2=6MB   | Sì | Sì | No | Sì | Sì |
| Core 2 Duo P8400       | 14/lug/2008 | P      | 2      | 2,26 GHz | 8,5x  | 45 nm          | N.A.    | 25 W  | 1066 MHz | L1=2x64KB L2=3MB   | Sì | Sì | No | Sì | Sì |
| Core 2 Duo P8600       | 14/lug/2008 | P      | 2      | 2,4 GHz  | 9x    | 45 nm          | N.A.    | 25 W  | 1066 MHz | L1=2x64KB L2=3MB   | Sì | Sì | No | Sì | Sì |
| Core 2 Duo P9500       | 14/lug/2008 | P      | 2      | 2,53 GHz | 9,5x  | 45 nm 410 mil. | N.A.    | 25 W  | 1066 MHz | L1=2x64KB L2=6MB   | Sì | Sì | No | Sì | Sì |
| Core 2 Duo T9400       | 14/lug/2008 | P      | 2      | 2,53 GHz | 9,5x  | 45 nm 410 mil. | N.A.    | 35 W  | 1066 MHz | L1=2x64KB L2=6MB   | Sì | Sì | No | Sì | Sì |
| Core 2 Duo T9600       | 14/lug/2008 | P      | 2      | 2,8 GHz  | 10,5x | 45 nm 410 mil. | N.A.    | 35 W  | 1066 MHz | L1=2x64KB L2=6MB   | Sì | Sì | No | Sì | Sì |
| Core 2 Extreme X9100   | 14/lug/2008 | P      | 2      | 3,06 GHz | 11,5x | 45 nm 410 mil. | N.A.    | 44 W  | 1066 MHz | L1=2x64KB L2=6MB   | Sì | Sì | No | Sì | Sì |
| Core 2 Duo ULV SU9300  | 26/ago/2008 | P      | 2      | 1,2 GHz  | 6x    | 45 nm          | N.A.    | 10 W  | 800 MHz  | L1=2x64KB L2=3MB   | Sì | Sì | No | Sì | Sì |
| Core 2 Duo ULV SU9400  | 26/ago/2008 | P      | 2      | 1,4 GHz  | 7x    | 45 nm          | N.A.    | 10 W  | 800 MHz  | L1=2x64KB L2=3MB   | Sì | Sì | No | Sì | Sì |
| Core 2 Duo LV SL9300   | 26/ago/2008 | P      | 2      | 1,6 GHz  | 6x    | 45 nm 410 mil. | N.A.    | 17 W  | 1066 MHz | L1=2x64KB L2=6MB   | Sì | Sì | No | Sì | Sì |
| Core 2 Duo LV SL9400   | 26/ago/2008 | P      | 2      | 1,86 GHz | 7x    | 45 nm 410 mil. | N.A.    | 17 W  | 1066 MHz | L1=2x64KB L2=6MB   | Sì | Sì | No | Sì | Sì |
| Core 2 Duo SP9300      | 26/ago/2008 | P      | 2      | 2,26 GHz | 8,5x  | 45 nm 410 mil. | N.A.    | 25 W  | 1066 MHz | L1=2x64KB L2=6MB   | Sì | Sì | No | Sì | Sì |
| Core 2 Duo SP9400      | 26/ago/2008 | P      | 2      | 2,4 GHz  | 9x    | 45 nm 410 mil. | N.A.    | 25 W  | 1066 MHz | L1=2x64KB L2=6MB   | Sì | Sì | No | Sì | Sì |
| Core 2 Quad Q9100      | 26/ago/2008 | P      | 4      | 2,26 GHz | 8,5x  | 45 nm 820 mil. | N.A.    | 45 W  | 1066 MHz | L1=4x64KB L2=2x6MB | Sì | Sì | No | Sì | Sì |
| Core 2 Extreme QX9300  | 26/ago/2008 | P      | 4      | 2,53 GHz | 9,5x  | 45 nm 820 mil. | N.A.    | 45 W  | 1066 MHz | L1=4x64KB L2=2x6MB | Sì | Sì | No | Sì | Sì |
| Core 2 Duo SP9600      | 30/mar/2009 | P      | 2      | 2,53 GHz | 9,5x  | 45 nm 410 mil. | N.A.    | 25 W  | 1066 MHz | L1=2x64KB L2=6MB   | Sì | Sì | No | Sì | Sì |
| Core 2 Duo LV SL9600   | 30/mar/2009 | P      | 2      | 2,13 GHz | 8x    | 45 nm 410 mil. | N.A.    | 17 W  | 1066 MHz | L1=2x64KB L2=6MB   | Sì | Sì | No | Sì | Sì |
| Core 2 Duo ULV SU9600  | 30/mar/2009 | P      | 2      | 1,6 GHz  | 8x    | 45 nm          | N.A.    | 10 W  | 800 MHz  | L1=2x64KB L2=3MB   | Sì | Sì | No | Sì | Sì |
| Core 2 Solo ULV SU3500 | 30/mar/2009 | P      | 1      | 1,4 GHz  | 7x    | 45 nm          | N.A.    | 5,5 W | 800 MHz  | L1=2x64KB L2=3MB   | Sì | Sì | No | Sì | Sì |

Nota: la tabella soprastante è un estratto di quelle complete contenute nelle pagine del Core 2 Duo, Core 2 Quad e del Core 2 Extreme.